# Delgermörön
A Delgermörön (halha mongol: Дэлгэрмөрөн, t.á.: Delgermörön, kiejtés szerint: Dilgirmörön, oroszul: Дэлгэр-Мурен (jelentése: széles folyam)) mongol–orosz határfolyó Hövszgöl tartományban, Mongólia északi részén. A Szelengát létrehozó két nagy folyó egyike; (a másik az Ider.)

## Földrajz
Hossza: 445 km, vízgyűjtő területe: 26 600 km², vízhozama a torkolatnál 33 m³/s.
Az Ulán Tajga-hegységben, az orosz határhoz közel ered. Kezdetén előbb dél felé, majd jellemzően délkelet felé folyik, többnyire 150–300 m mély völgyben. Az év 128-175 napján fagyott. Bajandzürh járásban található rév, míg beton híd csak a tartományi székhelynél, Mörön városnál van a folyón. Miután Tömörbulag járásban (Hövszgöl tartomány) egyesül az Ider folyóval, létrejön a Szelenga.
A Delgermörön jelentősebb mellékfolyója a Beltesz (92 km) és a Bügszejn (110 km).